# Eursinge (De Wolden)
Eursinge is een buurtschap in de gemeente De Wolden, provincie Drenthe (Nederland). De buurtschap is gelegen aan ten westen van afrit nr. 28 van rijksweg A28. De provinciale weg 375 die langs Eursinge loopt sluit hier aan op de autosnelweg. Het dichtstbijzijnde dorp is Pesse, aan de andere kant van de A28.
Eursinge was vroeger een belangrijk overstappunt voor reizigers op de buslijnen van de DABO (na 1955 DABO-EDS en vanaf 1963 DVM). Vanuit Eursinge kon men met de bus naar Meppel, Dieverbrug, Assen en Hoogeveen reizen.
Ten noordwesten van Eursinge ligt het gehucht Kraloo.